# Mihael III. Šišman Asen
Mihael III Šišman Asen (bolgarsko Михаил III Шишман Асен, latinizirano: Mihail III Šišman Asen) je bil bolgarski car, ki je vladal od leta 1323 do 1330, * okoli 1280, † 31. julij 1330.
Bil je ustanovitelj dinastije Šišman, ki je v Drugem bolgarskem cesarstvu vladala od leta 1323 do 1422, ko so cesarstvo osvojili osmanski Turki. Mihael je po kronanju uporabljal priimek Asen, s katerim je želel poudariti svoje sorodstvo z dinastijo Asen, prvo, ki je vladala v Drugem bolgarskem cesarstvu. 
Mihael je bil energičen in ambiciozen vladar. Proti Bizantinskemu cesarstvu in Kraljevini Srbiji je vodil agresivno, a oportunistično zunanjo politiko, ki se je končala z njegovim porazom in smrtjo v bitki pri Velbaždu. Bil je zadnji srednjeveški bolgarski vladar, ki je poskušal doseči vojaško in politično nadoblast Bolgarskega cesarstva na Balkanu, in zadnji, ki je poskušal zavzeti Konstantinopel. Nasledil ga je sin Ivan Štefan, njega pa nečak Ivan Aleksander, ki je svojo zunanjo politiko preusmeril v oblikovanje zavezništva s Srbijo.

## Vzpon na prestol
Rojen je bil med letoma 1280 in 1292  kot sin vidinskega despota Šišmana in neimenovane hčerke sebastokratorja Petra in Ane Teodore, hčerke carja Ivana Asena II. in Irene Komnene Epirske. Po očetovi sklenitvi miru s srbskim kraljem Štefanom Milutinom leta 1292 so Mihela zaročili z Milutinovo hčerko Ano Nedo. Njuna poroka je bila leta 1298 ali 1299.
Okolica Vidina je bilo od sredine 13. stoletja pod ohlapno bolgarsko oblastjo. V Vidinu so vladali Jakov Svetoslav († 1276), Šišman I. († 1313) in zatem Mihael Šišman. Šišman I. in Mihael sta od sorodnika Teodorja Svetislava dobila visok dvorni naslov despotēs. Teodor je v beneških dokumentih iz tistega časa omenjen kot despot Bolgarije in gospod Vidina.
Po smrti srbskega kralja Štefana Milutina se je Mihael Šišman začel bolj aktivno vključevati b bolgarsko politiko in kmalu postal eden od vodilnih politikov v državi. Po smrti mladega carja Jurija II. Terterja, ki ni imel otrok, je bil Mihael leta 1323 izvoljen za bolgarskega carja.  Po mnenju nekaterih zgodovinarjev je bil izbran zato, ker je bil potomec dinastije Asen. Njegova izvolitev ni pomenila prihoda nove dinastije na bolgarski prestol, ampak nadaljevanje stare. V Vidinu ga je kot despot nasledil brat Belaur.

## Vojna z Bizantinskim cesarstvom
Nenadni smrti carja Jurija II. Terterja je sledilo kratko obdobje zmede in negotovosti, ki ga je izkoristil bizantinski cesar Andronik III. Paleolog. Napadel je Trakijo in osvojil veliko mest, med njimi Jambol, Lardejo, Ktenijo, Rusokastro, Pomorie, Sozopol in Carevo, in podprl Vojsila, brata bivšeg bolgarskega carja  Smileca, ki je obvladoval ozemlje med Staro planini (Balkan) in Srednjo goro od Slivena do Kopsisa. Mihael je z vojsko krenil na jug, Andronik pa je medtem oblegal Filipopol (Plovdiv). Obrambo mesta je vodil Ivan Ruski. Obleganje je spodletelo, četudi so Bizantinci uporabili petnadstropne oblegovalne stolpe.   Medtem, ko so Bizantinci oblegali mesto, je Mihael osvojil vsa izgubljena mesta v severovzhodni Trakiji in prisilil Bizantince na umik.  Bizantinci so med bolgarsko menjavo garnizije kljub temu uspeli osvojiti Plovdiv.
Mihaelu je leta 1324 uspelo izgnati Vojsilo in vzpostaviti svojo oblast v severni Trakiji in napasti bizantinsko ozemlje. Andronik mu je ponudil mir, ker je bila njegova vojska šibkejša od bolgarske. Mihael je pogojanja odklonil in se vrnil v Bolgarijo z obljubo, da se bo kmalu začel pogajati.

## Bizantinska državljanska vojna
Na posvetu v Konstantinoplu so sklenili, da ne bodo kazensko ukrepali proti Bolgariji. Mihael se je ločil od svoje prve žene Ane Nede in se poročil s Teodoro Paleologino, petintridesetletno vdovo Teodorja Svetoslava. Razlogi za njegovo postopanje so nejasni. Nekateri zgodovinarji menijo, da je bil povod za ločitev poslabšanje bolgarsko-srbskih odnosov zaradi prodiranja Štefana Dečanskega v Makedonijo. Poroka s Teodoro je učvrstila mir med Bolgari in Bizantinci. Mejo med cesarstvoma so s sporazumom, podpisanim konec jeseni 1324, postavili na črto Plovdiv-Černomen-Sozopol. Naslednjih nekaj let je vladal mir.
Leta 1327 se je Mihael vmešal v bizantinsko državljansko vojno na strani Andronika III. Andronikov stari oče Andronik II. je imel podporo Srbije. Po zmagi Andronika III. nad starim očetom je Mihael junija 1328 napadel Trakijo in oktobra istega leta sklenil mirovni sporazum. Ko so mu Bizantinci izplačali davek, se je vrnil v Bolgarijo. Bizantincem je v zameno vrnil trdnjavo Bukelon. Na začetku naslednjega leta je bil podpisan "trajni mir in večna zveza" Bolgarije in Bizantinskega cesarstva. Obe državi sta se zelo zavedali nevarnosti, ki je pretila iz vedno močnejše Srbije.

## Vojna s Srbijo
Ločitev od Ane Nede leta 1324 je poslabšala odnose Bolgarije in Srbije, ki so bili od začetka 14. stoletja dobri.  Ana Neda s sinovi je morala zapustiti Veliko Trnovo. Odšla je k svojemu bratu Štefanu Dečanskemu,  ki je bil ravno v vojni s svojim sorodnikom Štefanom Vladislavom II. in se ni mogel vojskovati še z Bolgari.  Dečanski je spomladi 1324 poslal bodočega srbskega nadškofa Danila II. na mirovna pogajanja k bolgarskemu carju v Trnovo. Njegova misija ni bila uspešna.  Bolgarija in Srbija sta se spopadli v bizantinski džavljanjski vojni, v kateri sta podpirali nasprotni frakciji.
Šišman se je po dogovoru z Andronikom III. leta 1329 začel pripravljati na vojno s Srbijo. Srbi so bili takrat na pohodu v okolici Ohrida. Po pisanju srbskih letopiscev je Šišman "od kralja predrzno zahteval vdajo in mu pretil, da bo svoj prestol postavil na sredini srbske države".  Pohod v Srbijo se je začel leta 1330. Šišman je pričakoval pomoč bizantinskega cesarja. Njegova vojska je z okrepitvami iz Vlaške in Moldavije štela 15.000 mož. Vojski se je v Vidinu pridružila vojska Mihaelovega brata Belaurja. Pohod se je nadaljeval proti Vellbaždu (Kjustendil),  kjer sta se vladarja osebno dogovorila za dan premirja do prihoda okrepitev. Bitka pri Velbaždu se je začela v jutranjih urah 28. julija 1330, ko je na bojišče prišlo 1.000 težko oboroženih katalonskih konjenikov pod poveljstvom Štefana Dušana, sina Štefana Dečanskega. Nekateri viri trdijo, da je Štefan Dečanski prekršil premirje in napadel Bolgare. Šišman je poskušal urediti svojo vojsko, vendar je bilo že prepozno. Srbska zmaga je za nekaj desetletij vzpostavila ravnotežje moči na Balkanu. Bolgari niso izgubili veliko ozemlja, Srbi pa so zasedli velik del (bizantinske) Makedonije.

## Smrt in zapuščina
Okoliščine Mihaelove smrti so nejasne. Po pisanju bizantinskega zgodovinarja in kasnejšega cesarja Ivana Kantakuzena je bil Mihael v bitki pri Velbaždu ranjen in je kmalu zatem umrl.  Po pisanju drugega bizantinskega zgodovinarja je bil tri dni nezavesten, četrti dan po bitki pa je umrl. Srbske kronike pišejo, da je bil ranjen njegov konj, ki je potem padel na jezdeca. Bizantinski zgodovinar Gregor Camblak piše, da je bil Mihael ujet in na Milutinov ukaz usmrčen. Pokopan je bil v cerkvi svetega Jurija v Nagoričanu.
Mihael Šišman velja za neuspešnega, agresivnega in oportunističnega vladarja, katerega agresivna zunanja politika je morda prispevala k bitki pri Velbaždu in njegovemu porazu in smrti. V Bolgariji je energično odpravil izgube in negotovosti, ki so vladale pred njegovim prihodom na prestol, in med svojo kratko vladavino uspel vzdrževati mir in varnost. Andreev ga ima za najvidnejšega bolgarskega vladarja 14. stoletja. Po Kantakuzenu je želel razširiti Bolgarsko cesarstvo "od Bizanca do Istrosa", se pravi od Konstantinopla do Donave, zato velja za zadnjega bolgarskega carja, ki je nameraval osvojiti bizantinsko prestolnico. Bil je tudi prvi bolgarski car, ki je nameraval voditi bolj aktivno politiko v Makedoniji.
Njegov portret je na reverzu bolgarskega bankovca z 2 leva, izdanega leta 1999 in 2005.

## Družina
Mihael Šišman je bil prvič poročen z Ano Nedo, hčerko srbskega kralja Štefana Milutina. Z njo je imel tri sinove:
- Ivana Štefana, naslednika na bolgarskem prestolu (vladal 1330–1331),
- Mihaela, kratkoživega vidinskega despota,[33] in
- Šišmana.

V zakonu z Teodoro Paleologino, hčerko bizantinskega cesarja Mihaela IX. Paleologa, je imel več otrok, katerih imena niso znana.